# 요한 네포무크 히들러
요한 네포무크 히들러(독일어: Johann Nepomuk Hiedler, 1807년 3월 19일 ~ 1888년 9월 17일)는 아돌프 히틀러의 어머니인 클라라 히틀러의 외조부로, 히틀러의 친조부로 추정되는 인물이기도 하다.

## 생애
요한 네포무크의 이름은 보헤미안 세인트요한 폰 네포무크의 이름을 따서 지어졌다. 어떤 이들은 이 이름을 네포무크와 그 후 그의 증손자인 아돌프 히틀러가 체코의 조상을 가졌다는 증거로 본다. 그러나 요한 폰 포무크/요한 네포무크는 독일과 체코의 보헤미안들에게 중요한 성자였다. 따라서 네포무크는 보헤미아와 중앙유럽과의 관계만을 나타낸다.
네포무크는 비교적 부유한 농부가 되었고 15살 연상의 에바 마리아 데커와 결혼했다. 1830년 1월 19일 에바 히들러는 요한나를 낳았다. 법적으로 그는 방랑자였던 형 요한 게오르크 히들러의 아들인 알로이스 시클그루버의 의붓아들이었다.
알 수 없는 이유로, 요한 네포무크는 알로이스가 소년일 때 그를 데려와 키웠다. 사실 그가 알로이스의 생부일 가능성이 있지만 그의 결혼 때문에 공개적으로 이를 인정할 수 없었다. 이 친절에 대한 또 다른, 그리고 아마도 간단한 설명은 네포무크가 열 살의 알로이스를 불쌍히 여겨 그를 데려갔다는 것이다. 결국, 알로이스는 그의 형 요한 게오르크의 아들이었고, 네포무크는 알로이스가 요한 게오르크의 친자라는 것을 알았을 것이다. 알로이스의 어머니 마리아가 죽은 후, 10살 난 아이가 떠돌이 밀레꾼에 의해 길러지는 것은 거의 적당한 인생이 될 수 없었다.
네포무크는 알로이스에게 그의 생애 저축의 상당 부분을 남겼다. 네포무크의 외손녀 클라라는 알로이스와 오랜 인연을 맺은 뒤 1885년 알로이스의 두 번째 아내가 세상을 떠난 뒤 결혼했다. 1889년에 그녀는 아돌프 히틀러를 낳았다.

## 같이 보기
- 히틀러가